# The Luck of the Irish
〈The Luck of the Irish〉는 존 레논에 의해  씌여진 곡이다. 1972년 발표된 존 레논과 오노 요코의 실질적인 첫번째 공동 앨범 《Some Time in New York City》에 수록되어 공개됐다. 북아일랜드 분쟁을 고발한 곡으로, 아일랜드의 역사와 현실 부분은 레논이, 아일랜드의 미래에 관한 희망의 부분은 오노가 노래하고 있다.

## 배경 및 가사
이 곡은 잉글랜드의 직접적인 탄압 행위를 규탄한 프로테스트 송이지만, 잉글랜드에 의한 아일랜드 침략, 수탈, 학살에 의해 한탄하며 슬퍼하는 아일랜드 국민의 비탄과 슬픔, 분노를 대변하고 있다. 곧 국민의 목소리를 담은 곡이라고 할 수 있다.
| “ | 만약 당신이 아일랜드인으로 태어났다면, 죽는 게 더 낫다고 한탄할 것이다! 만약 당신이 아일랜드인으로 태어나야 한다면, 잉글랜드인으로 태어나기를 바랄 것이다! / 천년의 고통과 굶주림으로 국민은 이 토지에서 쫓겨났다. 이 아름답고 풍요로운 땅에서 잉글랜드 참략자들에게 강간당했다! 너무 지독했다! / 도대체 왜 앵글로색슨과 스코틀랜드의 국민이 아일랜드에 있는 거지? 그리스도를 아군으로 살인을 한 패거리, 어린이들과 아일랜드 공화국군이 일방적으로 나쁘다고 씨부렁거리는 패거리, 당신들이야말로 고소가 무뢰한인 주제에! 그래! 무뢰한! 빌어먹을 악당! | ” |
|   | — 존 레논의 "The Luck of the Irish" 가사 중 |   |

이 곡의 가사에서는 아일랜드 국민의 목소리 뿐만 아니라, 아일랜드에 관련된 것이 아로새겨져 있어, "섐록" "에이레랜드" "골웨이" "레프라혼" "블라니 돌" 등이 등장하고 있다. "섐록"은 아일랜드의 나라꽃,  "에이레랜드"는 아일랜드의 고대적 이름, "골웨이"는 아일랜드의 항구 도시, "레프라혼"은 아일랜드 민화에 나오는 요정, "블라니 돌"은 입맞춤 하면 우호적이 된다는 전설을 가진 아일랜드 코크주 블라니 성 안의 돌이다.